# Francisco García Vilamala
Francisco García Vilamala (segle XIX - 1902) va ser compositor i director català de mitjans del segle XIX. Apareix com a segon cognom Villanueva a Saldoni i Pena-Anglés, o com a Villamala als programes de la Societat de Concerts i a les partitures impreses.

## Biografia
Francisco García Vilamala va ser director d'orquestra a Madrid, arribant a dirigir a 1869 els balls del Teatre de la Zarzuela. A més, va escriure nombroses sarsueles i joguines líriques, als quals predominen les obres en un acte. Al desembre de 1872, es va interpretar al Teatre de la Flor o, també anomenat, Teatre Líric de l'Esbarjo la seva balada en un acte L'orfe amb text de Perillán.
Va compondre i publicar diverses melodies per veu i piano, petites peces per a piano i adaptacions de fragments de sarsueles conegudes de l'època. Entre les seves obres més destacades es troba la sarsuela en un acte La trompa d'Eustaqui, amb lletra de Catalina i estrenada al Teatre dels Bufos de Madrid el febrer de 1867. Entre les seves obres, també destaca la simfonia Flora estrenada el 24 d'agost de 1867 per la Societat de Concerts, de la qual la crítica assenyala les qualitats poc comunes de l'autor pel gènere simfònic.